# Stefan Garczyński (wojewoda poznański)
Stefan Garczyński herbu własnego (Garczyński) (ur. 1690 koło Zbąszynia, zm. 23 września 1755 tamże) – polski polityk i autor pism politycznych.

## Życiorys
Stefan Garczyński był synem chorążego poznańskiego Damiana i Anny z Radomickich. W szkołach na Śląsku (zapewne we Wrocławiu) zdobył wykształcenie, co miało wpływ na jego poglądy społeczno–gospodarcze. Jako zwolennik Sasów już od młodych lat brał udział w rozgrywkach politycznych ze stronnikami Stanisława Leszczyńskiego. Walczył pod Kaliszem w 1706, a wkrótce w randze kapitana brał udział 21 marca 1708 w bitwie pod Koniecpolem. W 1709 po śmierci ojca zajął się gospodarowaniem w swych majątkach oraz zaczął działać w administracji cywilnej. W 1713 i 1714 jako marszałek na sejmikach ziemskich szybko zdobył zaufanie wielkopolskiej szlachty. Zachowując sympatię do dworu saskich Wettynów, starał się jednak stać na uboczu walki politycznej, co pomogło mu w dalszej karierze. Od grudnia 1717 chorąży wschowski, który był angażowany do rozmaitych misji dyplomatycznych, m.in. brał udział w komisji do układów z Prusami w związku z wykupem starostwa drahimskiego i obwodu elbląskiego. Wchodził również w skład komisji do rokowań w sprawach pogranicza z Austrią, komisji kurlandzkiej i komisji powołanej do przejęcia skarbu oraz archiwum koronnego z depozytu u Szembeków. Znawca problemów prawnych, ponieważ powołano go obok J. Dunina i J. Małachowskiego do opracowania projektu reformy trybunałów, dokonanej na sejmie grodzieńskim 1726. Został kasztelanem gnieźnieńskim w 1729. Starał się zachować neutralność w latach 1733–1734, a mimo sympatii do Augusta III podpisał akt elekcji Stanisława Leszczyńskiego, lecz na sejm konwokacyjny nie pojechał. Oświadczył się ponownie po stronie Wettynów (uzyskał ich poparcie) po upadku Leszczyńskiego. Został kasztelanem kaliskim w 1737. 10 lipca 1737 roku podpisał we Wschowie konkordat ze Stolicą Apostolską. Następnie wchodził w skład komisji gdańskiej, która przekazywała Bironowi lenno kurlandzkie. Kasztelanem poznańskim został w 1748, a wojewodą kaliskim w 1749 oraz w 1750 otrzymał urząd wojewody poznańskiego. Jego siedzibą był Zbąszyń, który w 1751 wykupił wraz z kluczem majątków. Wprowadzał w mieście i 15 folwarkach w życie reformy, których projekty zrodziły się podczas jego podróży po Śląsku i Brandenburgii. Tutaj powstało również jego główne dzieło: Anatomia Rzeczypospolitej Polskiej, w którym zawarł krytykę polskiej gospodarki oraz propozycje umiarkowanych reform gospodarczych. Anatomia... miała 3 wydania (1750, 1751, 1953). Był on także twórcą mów i odezw sejmowych oraz nie zachowanych laudiów dotyczących jego majątków. Zmarł nagle w Zbąszyniu 24 września 1755, a jak podejrzewano, otruty został przez służącego Szorsza – protestanta. Pochowany w kolegiacie zbąszyńskiej.

## Rodzina
Przed rokiem 1742 poślubił Zofię z Tuchołków Czapską, podkomorzynę malborską. Z tego związku pochodzili: 
- Franciszek, stolnik kaliski i podkomorzy wschowski,
- Stefan, generał major, adiutant Stanisława Augusta, ojciec m.in. Antoniego i Franciszka,
- Edward, kasztelan rozpierski,
- oraz trzy córki: Ludwika, Eleonora i Teresa.

## Twórczość
Jego najważniejszym dziełem politycznym jest Anatomia Rzeczypospolitey Polskiej… (1749).

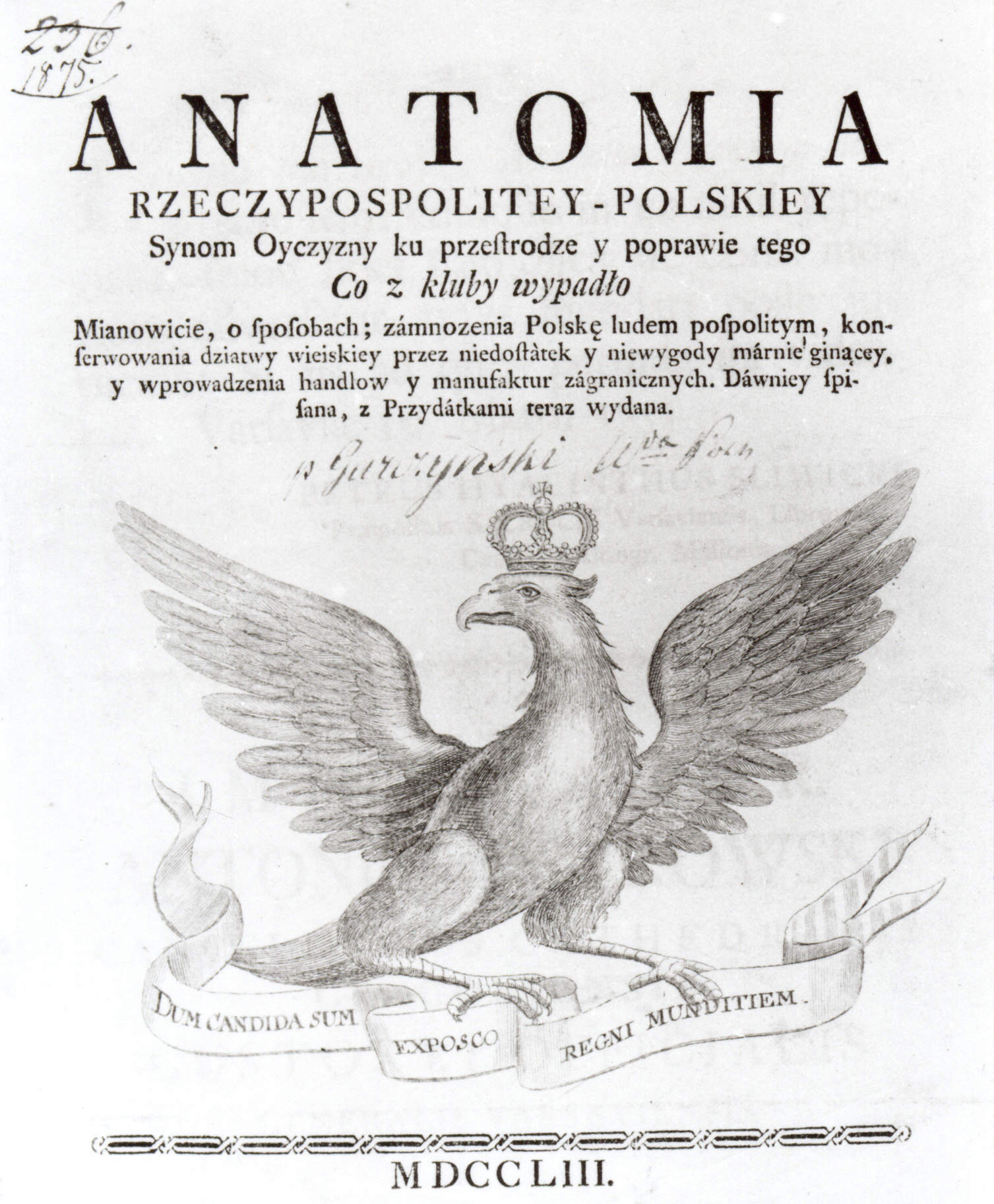
Anatomia Rzeczypospolitey Polskiej…

Przedmiotem jego troski była sytuacja w ówczesnej Polsce. Wielokrotnie wskazywał na konieczność przeprowadzenia reform w upadającym kraju. Zwracał uwagę na brak przemysłu i manufaktur, zły system podatkowy i stosunki własnościowe, na fatalne drogi i słabość miast. Niepokoiło go zrywanie sejmów i rozrzutność szlachty. Domagał się zwiększenia liczby wojska. Postulował także prowadzenie protekcjonalistycznej polityki państwa w stosunku do przemysłu i handlu oraz poprawę położenia chłopów.
Zwracał również uwagę na to, że powinności  i podatki ciążące na chłopach są zbyt wysokie. Opowiadał się za zniesieniem pańszczyzny na rzecz czynszu. W dobrach Garczyńskiego chłopi mieli o wiele lepiej niż w sąsiednich wioskach. W swoich gospodarstwach wojewoda poznański wprowadził szereg zmian zgodnych z jego poglądami ekonomicznymi. Właściciel ziemski powinien być – według niego – swego rodzaju przedsiębiorcą, który powiększa swój kapitał przez inwestycje. Dzięki temu też stwarza miejsca zatrudnienia, co daje z kolei korzyści ludziom niższego stanu.

### Ważniejsze utwory
1. Mowa… przy powitaniu marszałka poselskiego oraz zapraszając go do złączenia się z senatem na elekcji 1733, wyd. J. Daneykowicz Ostrowski w: Swada polska i łacińska, t. 1, Lublin 1745
2. Anatomia Rzeczypospolitej Polskiej synom ojczyzny ku przestrodze i poprawie tego, co z kluby wypadło, mianowicie o sposobach zamnożenia Polskę ludem pospolitym, konserwowania dziatwy wiejskiej, przez niedostatek i niewygody marnie ginącej, i wprowadzenia handlów i manufaktur zagranicznych, powst. Berlin 1742, wyd. (Warszawa 1750, pod dedykacją podpisany autor jako wojewoda kaliski[3]); wyd. 2 zmienione (Warszawa 1751, pod dedykacją podpisany autor jako wojewoda poznański, na końcu s. 12 nlb.: Ekscerpt niektórych z książki angielskiej Jerzego Berkeley[4]); wyd. 3 rozszerzone: Wrocław 1753; na istnienie 3 wydań zwrócił uwagę Estreicher XXXIV (1951) 193; E. Lipiński ustalał wyd. 1 na rok 1749; chronologizacja w zapisie przyjęta za P. Buchwaldówną; (przy przygotowaniu do druku wyd. 1 współpracował z autorem J.A.Załuski)
3. Mowa… miana na sejmie w Warszawie r. 1748, Warszawa brak roku wydania
4. Respons… kasztelana kaliskiego a marszałka natenczas Komisji Województw Wielkopolskich, wyd. F. Nowakowski w: Źródła do dziejów Polski, t. 2, Berlin 1841, s. 359–360.

Ogłaszał ponadto liczne mowy i odezwy, sejmowe i okolicznościowe (informacja G. Korbuta, Estreicher rejestruje tylko 2, zobacz: poz. 1 i 3).

### Listy i materiały
- Korespondencja z J.A. Załuskim z lat 1746–1754, rękopis: Biblioteka Narodowa, sygn. 3246-3254
- Korespondencja syna z min. H. Brühlem z października 1755, wyjaśniająca okoliczności śmierci pisarza, rękopis: Landeshauptarchiv w Dreźnie, loc. 3592, r. 1755

### Cytaty
- Gdyby miano większe staranie w edukacyi dzieci, byłby kraj obfitszy i bogatszy”!
- Wszystkie cnoty, które tylko pod słońcem być mogą, najwięcej funduja się na sprawiedliwości.
- Najłatwiej oszukiwać najbardziej kochających. I najpodlej
- Uśmiech i humor to znak zwycięskiego górowania nad losem
- „Są prace nie tylko Bogu nieprzyjemne, ale i ludziom niepożyteczne. Bo częstokroćdo chciwych zabiegów przywiąże się krzywda bliźniego (…). Powinny bydź ludzkie prace takie jak są mrówek i pszczół, które ustawicznie pracując, jedna drugiej ani krzywdzi, ani przeszkadza. (…)praca do wykorzenienia występków wszelkich jeste najsposobniejszym instrumentem, praca wycinzewiące się zbrodnie, pracą jak wiosłem jakim do portu szczęśliwej wieczności Ojczyzny naszej bezpiecznie pomykamy. Ten pożytek z pracy zlewa się na dobro pospolite”.
- „Jako ogrodnik, chcąc, aby młode drzewko szczepione czy okulizowane prosto rosło, witkami go przywiązuje do prostego koła, wyrastające leśne witki póki młode obcina i wszelkie staranie dokłada, które też praca po tym, jak się zaweźmie drzewko, setnym mu się pożytkiem nagradza. Jakie owczarze koło jegniąt mają staranie, takież mają mieć rodzice. Gdyby miano większe staranie w edukacyi dzieci, byłby kraj obfitszy i bogatszy. Powinnyby się reflektować rodzice, aby mieli staranie, baczność i pilność w edukacyi (…) dziatek swoich.”